# Maison de Bourbon-Ligny
La Maison de Bourbon-Ligny ou Vendôme-Ligny ou Bourbon-Vendôme-Ligny est une branche illégitime de la Maison de Bourbon-Vendôme, elle-même branche de la Maison capétienne de Bourbon.
La branche de Bourbon-Ligny s'éteint à la fin du XVIe siècle. Elle est également appelée Maison de Bourbon-Ligny-Rubempré.

## Origines
La Maison de Bourbon-Ligny est issue de Jean VIII de Bourbon-Vendôme (1428-1477). À côté de ses huit enfants légitimes, celui-ci eut deux fils de liaisons extra conjugales.
De Guyonne Peigné, il eut Louis de Bourbon-Vendôme, évêque d'Avranches, mort en 1510.
De Philippine de Gournay, il eut Jacques, bâtard de Vendôme, fondateur de la Maison de Bourbon-Ligny.

## Armes
Les Bourbon-Ligny ont pour armes le blason de Bourbon-Vendôme, "De France (= D'azur, à trois fleurs de lys d'or), à une bande de gueules chargée de trois lionceaux d'argent", blason de Jean VIII de Bourbon-Vendöme, "brisé d'un filet mis en barre et passant de gauche à droite",. Ce filet mis en barre serait l'usage pour signifier la bâtardise.

## Jacques de Bourbon-Ligny (1455-1524)
Jean VIII de Bourbon-Vendôme, son père, est comte de Vendôme, seigneur d'Epernon, Montdoubleau, Montoire, Lavardin, Bonneval.
Il laisse cette dernière seigneurie à son fils illégitime Jacques, fondateur de la branche de Bourbon-Ligny.
Les lettres de légitimation de Jacques sont conservées selon le Père Anselme dans les archives de la maison de Rambures.

### Titres
Jacques de Bourbon-Ligny est donc bâtard de Vendôme, légitimé en décembre 1518, chevalier, seigneur de Bonneval, Vançay, Fortel, Heux en Ternois, la Vaquerie et Vierge, baron de Ligny (Ligny-sur-Canche dans le Pas-de-Calais).
Il occupe différentes fonctions : chambellan du roi François Ier, gouverneur du Valois et du Vendômois, capitaine d'Arques, bailli du Vermandois le 12 juin 1514 et du Valois le 30 août 1517.

### Carrière
Les rois Louis XII et François Ier "se plurent à l'enrichir".
Le roi Louis XII lui verse une pension de 400 livres, pension dont il jouit en 1511, lui donne une compagnie d'hommes d'armes et le nomme bailli du Vermandois le 12 juin 1514.
Lors d'un combat en Italie, avant 1515, Jacques de Bourbon-Ligny, blessé et renversé de cheval, est relevé par Jean I d'Estrées qui lui sauve ainsi la vie. Cette opération aurait beaucoup facilité le mariage (voir-ci-dessous), peu de temps après, de Catherine, fille de Jacques, encore très jeune (7 ou 8 ans), avec Jean d'Estrées, (âgé de 29 ans), et facilité la carrière de ce dernier en lui donnant une entrée dans la prestigieuse famille de Bourbon-Vendôme.
Le roi François Ier fait de lui son chambellan et le nomme bailli du Valois le 30 août 1517, tout ceci avant sa légitimation donc.
François Ier lui donne encore en 1522 les parc et maison de Villers-Cotterêts et 1250 livres de rente sur les greniers à sel et domaine du Duché de Valois.
Jacques de Bourbon-Ligny meurt le 1er octobre 1524.
Sa veuve Jeanne de Rubempré le fait enterrer dans la chapelle Notre-dame de l'abbaye de Longpont, près de Soissons, où elle sera inhumée elle-même à côté de lui, malgré son remariage (elle épousera en troisièmes noces Pierre ou Perceval de Chepois, chevalier, vicomte de Cluny). Elle offre en ex-voto en 1525 à l'église Notre-dame de la Ferté-Milon une verrière représentant la Passion, avec leurs armoiries en tant que donateurs. Elle fait encore exécuter une tapisserie où les armes du défunt et les siennes sont portées par deux anges, et où de chaque côté, des chevaliers élèvent des bannières aux armes de ses propres ancêtres (les armes de Jean I d'Estrées y figurent également ce qui pourrait être dû à un ajout initié par Catherine, épouse de Jean I d'Estrées et fille de Jacques de Bourbon-Ligny et de Jeanne de Rubempré).

### Mariage et descendance
Jacques de Bourbon-Ligny épouse Jeanne de Rubempré, dame de Rubempré, (Armes "D'argent à trois jumelles de gueules") veuve de François de Crèvecoeur, seigneur de Crèvecoeur. Elle est la fille de Charles de Rubempré, seigneur de Rubempré et de Françoise de Mailly (de la Maison de Mailly). Le contrat de mariage est passé à Amiens le 7 décembre 1505.
Le couple donne naissance à sept enfants qui seront donc les cousins de Charles IV de Bourbon, grand-père du roi Henri IV, qui rendit de grands services à François Ier, et qui reçut en récompense l'érection du comté de Vendôme en duché-pairie :
- Claude de Bourbon-Ligny, seigneur de Ligny qui suit.
- André de Bourbon-Ligny, seigneur de Rubempré, qui vient ci-dessous après son frère.
- Jean de Bourbon-Ligny, abbé de l'abbaye de Cuissy, ordre des Prémontrés au diocèse de Laon. Il meurt le 9 novembre 1571, est enterré dans l'abbaye.
- Jacques de Bourbon-Ligny, grand archidiacre de Rouen.
- Catherine de Bourbon-Ligny, (vers 1508-1538) épouse vers 1515 Jean I d'Estrées, (de la Famille d'Estrées), seigneur de Vallieu et de Coeuvres, grand maître de l'artillerie de France, dont postérité (comprenant Antoine d'Estrées). Elle meurt en 1538 au château de Vierzy[10].
- Jeanne de Bourbon-Ligny, abbesse de l'abbaye Saint-Étienne de Reims, (Abbaye Saint-Étienne-les-Dames)[11].
- Madeleine de Bourbon-Ligny, religieuse dans l'abbaye Notre-Dame de Soissons, pendant 45 ans, puis abbesse elle aussi de Saint-Étienne de Reims, (Abbaye Saint-Étienne-les-Dames)[11] après sa sœur Jeanne, (et leur nièce Jeanne ci-dessus)  morte le 25 août 1588 et enterrée dans l'église de Notre-Dame de Soissons[12].

## Claude de Bourbon-Ligny (1514-1595)
Les armes de Claude de Bourbon-Ligny auraient été "Ecartelé aux 1 et 4 de Bourbon-Vendôme brisé d'un filet de sable en barre; aux 2 et 3 d'argent à 3 jumelles de gueules qui est Rubempré".
Claude de Bourbon-Ligny est baron de Ligny, vicomte de Lambercourt, seigneur de Bonneval, Fortel, Authie, Cambron, Behen, Miannay, et de nombreux fiefs au Quesnoy, à Wailly, Hères et Waben, ainsi que gouverneur de Doullens. Selon Roger Rodière, il est chevalier de l'ordre du roi et gentilhomme de la chambre du Roi.
Il meurt le 28 avril 1595, âgé d'environ 80 ans. Il est enterré dans l'église Notre-Dame du Chastel d'Abbeville (probablement Église Notre-Dame-de-la-Chapelle d'Abbeville). Son épouse ne sera pas inhumée avec lui (voir ci-dessous).
Avec sa mort, du fait du décès l'année précédente de son unique fils sans descendance (voir ci-dessous), s'éteint la Maison de Bourbon-Ligny.

### Mariage et descendance
Claude de Bourbon-Ligny épouse le 20 juin 1542 Antoinette de Bours, (d'argent à la croix ancrée de gueules), héritière et seule survivante de son père, vicomtesse de Lambercourt (hameau de Miannay), dame de Saint-Michel, Onival, Friaucourt, Oust, fille de Claude de Bours, seigneur d'Onival et de Jeanne de Vaudricourt. Elle meurt à Abbeville le 6 ou 7 janvier 1585 et elle est enterrée le 9 janvier dans l'église de Lambercourt que le couple avait fait construire en 1584 en prévoyant plusieurs rentes pour son entretien. Claude de Bourbon-Ligny et sa femme avaient déjà fait édifier une chapelle sous le vocable de Notre-dame sur ce site, en lui affectant des fiefs nobles, contre promesse d'une messe quotidienne à leur intention.
Une lettre envoyée depuis Ligny par Claude de Bourbon-Ligny à Antoine de Bourbon, père d'Henri IV, le 26 novembre 1555 montre que Claude de Bourbon-Ligny avait rendu visite à Antoine de Bourbon à Pau et qu'il avait rendu compte de leur entretien au roi Henri II, présent dans le Nord de la France à ce moment, lequel s'inquiétait de la santé de la famille d'Antoine de Bourbon. Il rencontre également la reine Catherine de Médicis. Cette missive révèle ainsi que Claude de Bourbon-Ligny avait des relations non seulement avec la famille de Bourbon-Vendôme à laquelle appartenait Henri de Bourbon mais aussi avec le roi et la reine.
Claude de Bourbon-Ligny et son épouse, hauts et puissants seigneurs, habitent Abbeville en 1569 année où Claude De Bourbon-Ligny verse 7 écus d'or pour la réalisation de la pierre tombale de son beau-père dans l'église de Miannay. Leurs possessions dépendant de l'arrière ban d'Amiens (terres et seigneuries de Lambercourt, Friancourt, Onival, Ault) sont estimées à 1565 livres tournois. En 1574, le couple fait également rebâtir à ses frais l'église Notre Dame du Chastel d'Abbeville tombée en ruine la même année, église où Claude de Bourbon-Ligny sera enterré.
De leur union naissent trois enfants légitimes :
- Antoine de Bourbon-Ligny, vicomte de Lambercourt, seigneur de Ligny, guidon de la compagnie de cinquante lances du comte de Chaulnes pendant les années 1568 à 1570, gentilhomme ordinaire de la chambre du roi, gouverneur de la ville et du château de Doullens, fonction pour laquelle son père se démet en sa faveur[22], est tué lors d'un duel à Paris le 10 juillet 1572[23], sans descendance.
- Claude de Bourbon-Ligny, (1550-1620), baronne de Ligny, vicomtesse de Lambercourt, se marie le 24 juin 1571 avec Jean IV, sire de Rambures et de Hornoy, (de la Maison de Rambures), fils de Jean III de Rambures, seigneur de Rambures, comte de Dammartin, et de Françoise d'Anjou-Mézières, comtesse de Dammartin, dame de Courtenay[24]

, dont postérité. Claude de Bourbon-Ligny, devenue veuve, habite à Abbeville l'hôtel où vivait son père, dit hôtel de Ligny, hôtel qui fut saisi par sûreté, en raison d'une rente créée par le seigneur de Ligny au profit d'un bourgeois d'Abbeville. Elle est enterrée dans le couvent des minimes d'Abbeville.
- Anne de Bourbon-Ligny épouse par contrat le 20 octobre (ou septembre[22]) 1584[24] Claude de Créquy, seigneur de Hesmond, dont postérité[27].

#### Enfant naturel
Claude de Bourbon-Ligny a un fils Jacques d'une relation avec une femme de la maison de Courcelles.
Jacques est seigneur de Ligny et de Courcelles et meurt en 1632. Il épouse Louise de Goüy, fille de Jacques de Goüy, seigneur de Cournehant et de Marguerite de la Chaussée. Selon un site consacré à la dynastie capétienne, Jacques aurait également épousé en premières noces une Marie de Bommy, sans que l'on sache à quelle épouse attribuer les enfants qui suivent
Le couple a six enfants :
- François-Claude de Vendôme, est seigneur de Levigny (ou Revigny ?) en 1632, maïor (premier échevin)  de la ville de Doullens. Il partage avec ses frères la succession de leur père le 14 janvier 1644 et meurt sans postérité en 1658. Selon le site consacré à la dynastie capétienne déjà évoqué, Francois-Claude de Vendôme était dit "Monsieur de Bretencourt" époux de Louise de Belleval, sans autre précision[29].
- François de Vendôme, seigneur de Bretencourt et d'Abrancourt, capitaine d'infanterie au régiment de S. Preüil en 1641, lieutenant de cavalerie en 1644, épouse par contrat de mariage du 18 février 1649 Jacqueline Tillette d'Achery, demeurant à Caumartin, paroisse de Cressy en Ponthieu, fille de François Tillette d'Achery, écuyer seigneur d'Achery, et de Louise Dubos. Il produit en 1667 devant l'intendant d'Amiens des titres de noblesse en prétendant descendre de Jean de Vendôme, seigneur de Trefontaines vivant en 1529, son bisaïeul selon lui. Ces titres faits pour cacher la "bâtardise" de son père, parurent faux au procureur du roi qui présenta des conclusions aux fins de rejet le 1er août 1667. Néanmoins l'intendant les reçut et les approuva le 3 du même mois[27]. François de Vendôme aurait eu cinq enfants, aux noms inconnus, de son épouse, qui teste le 2 novembre 1651 et meurt dans le mois qui suit. Il se marie de nouveau vers 1665 avec Jeanne Fouquet qui serait sa servante[30]. Il teste le 15 janvier 1667 et meurt dans le mois qui suit[31].
- Charles de Vendôme. Il fut peut-être seigneur de Bretencourt[32].
- Marguerite de Vendôme, épouse de Jacques de Monchy, (même famille mais branche différente[33] de celle de Jean IV de Monchy ci-dessus), écuyer, seigneur de Lamberval, fils de Claude de Monchy, écuyer, seigneur de Campeneuseville et de Claude du Bosc[34], mort en 1640?, dont postérité[35]. Elle se remarie le 14 février 1644 avec Antoine de Postel, seigneur de la Grange[36]. Elle meurt avant 1658.
- Marie-Gabrielle de Vendôme, morte en 1629.
- Antoinette de Vendôme, mariée en 1626 à Alexandre de Touzin, chevau-léger de la garde du Roi et lieutenant au gouvernement d'Ardres, dont elle était veuve en 1658[27].

## André de Bourbon-Ligny (?-1577)
André de Bourbon-Ligny (?-1577), fils cadet donc de Jacques de Bourbon-Ligny et de Jeanne de Rubempré, signe toujours André de Bourbon. Selon Nicolas-Louis Achaintre, il fut un des "plus braves seigneurs de son temps". Il est chevalier de l'ordre du Roi (chevalier de l'Ordre de Saint-Michel), conseiller du roi en son conseil privé, gentilhomme ordinaire de la Chambre du roi, seigneur de Rubempré, Rieux, Bellehart, Saint Rémy-en Rynier, Dancourt, Nullemont, Preuseville, Cumouville. Il possède également en partie le vin et le menu de Blangy. Cette énumération de titres résulte d'un acte datant du 5 avril 1577.
André de Bourbon-Ligny effectue une longue et active carrière militaire : il participe à la bataille de Cerisoles (guerre d'Italie) en 1544, lieutenant de la compagnie du Duc d'Enghien en 1554, porte la cornette blanche (étendard d'un régiment de cavalerie) lors de la bataille de Saint-Quentin (affrontement franco-espagnol) de 1557. Il se qualifie de lieutenant de la compagnie de Mr d'Estrées (Antoine IV d'Estrées) le 28 juillet 1559. À cette époque, il réside fréquemment à Monchaux dans le canton de Blangy. Il se signale encore à la bataille de Dreux (bataille des guerres de religion) le 19 décembre 1562. Le roi Charles IX l'établit capitaine de 50 hommes d'armes de ses ordonnances le 11 janvier 1563 et il en prête serment à Paris devant le maréchal de Montmorency (François de Montmorency) le 13 février suivant.
Il est député de la noblesse de la sénéchaussée de Ponthieu aux États généraux de Blois en 1576.
Le 5 avril 1577, André de Bourbon-Ligny se qualifie de gouverneur et lieutenant général des ville et château d'Abbeville,. C'est à ce titre qu'il écrit le 2 décembre 1574 aux prévôts des marchands et échevins de la ville de Paris pour rendre compte de l'échec de la poursuite d'un fugitif.
Il meurt en 1577.

### Mariage et descendance
André de Bourbon-Ligny, épouse en premières noces Anne de Bufferade, fille et héritière de Louis de Bufferade, seigneur des Rieux, grand maître de l'artillerie de France, et de Marguerite de Boufflers.
De cette union nait Jean de Bourbon-Ligny, mort jeune au château de Cagny.
André de Bourbon-Ligny se marie une seconde fois avec Jeanne (ou Anne) de Roncherolles, dame de Radepont, fille de Philippe de Roncherolles, baron du Pont-Saint-Pierre et Heuqueville, et de Suzanne de Guizancourt. Le contrat de mariage a été souscrit à Mainneville le 18 septembre 1560.
De cette union naissent six enfants :
1. Charles de Bourbon-Ligny, seigneur de Rubempré, gouverneur de Rue. Chevalier de l'Ordre du Saint-Esprit en 1590. Il meurt en 1595 sans alliance.
2. Louis de Bourbon-Ligny, (1574-1598)[24], seigneur de Grainville et Rubempré, mort sans alliance en 1598, âgé de 24 ans.
3. Marguerite de Bourbon-Ligny, dame de Rubempré, mariée par contrat du 29 novembre 1596 à Jean IV[24]de Monchy, fils d'Antoine de Monchy, seigneur de Montcravel et d'Anne de Balsac, seigneur de Montcavrel, fait chevalier des ordres du Roi (chevalier de l'ordre de Saint-Louis) en 1633, dont postérité[12].
4. Madeleine de Bourbon-Ligny, mariée à Jean de Gonnelieu, seigneur de Gonnelieu, Péruant et Autrêches., fils de Nicolas de Gonnelieu et de Catherine de Bossebec.
5. Jeanne de Bourbon-Ligny, abbesse de l'abbaye Saint-Étienne de Reims (Abbaye Saint-Étienne-les-Dames) de l'ordre de Saint-Augustin[11].
6. Marguerite de Bourbon-Ligny, religieuse puis abbesse[41] de Cîteaux dans l'abbaye du Trésor (Abbaye Notre-Dame du Trésor) dans le Vexin[12].

## Filiation simplifiée
: Seigneur de Ligny

|  |  |                              |                              |                              |                              |                              |                              |                   |                   |  |  |                        |                        | Bourbon-Vendôme        | Bourbon-Vendôme        | Bourbon-Vendôme          | Bourbon-Vendôme          | Bourbon-Vendôme          | Bourbon-Vendôme          |                          |                          |                 |                 |                      |                      |                      |                      |                      |                      |  |  | famille de Gournay    | famille de Gournay    | famille de Gournay    | famille de Gournay    | famille de Gournay    | famille de Gournay    |                |                |                |                |                |                |                |                |  |  |  |  |  |  |  |  |  |  |  |  |  |  |  |  |  |  |  |  |  |  |
|  |  |                              |                              |                              |                              |                              |                              |                   |                   |  |  |                        |                        | Bourbon-Vendôme        | Bourbon-Vendôme        | Bourbon-Vendôme          | Bourbon-Vendôme          | Bourbon-Vendôme          | Bourbon-Vendôme          |                          |                          |                 |                 |                      |                      |                      |                      |                      |                      |  |  | famille de Gournay    | famille de Gournay    | famille de Gournay    | famille de Gournay    | famille de Gournay    | famille de Gournay    |                |                |                |                |                |                |                |                |  |  |  |  |  |  |  |  |  |  |  |  |  |  |  |  |  |  |  |  |  |  |
|  |  |                              |                              |                              |                              |                              |                              |                   |                   |  |  |                        |                        |                        |                        |                          |                          |                          |                          |                          |                          |                 |                 |                      |                      |                      |                      |                      |                      |  |  |                       |                       |                       |                       |                       |                       |                |                |                |                |                |                |                |                |  |  |  |  |  |  |  |  |  |  |  |  |  |  |  |  |  |  |  |  |  |  |
|  |  | Isabelle de Beauvau († 1475) | Isabelle de Beauvau († 1475) | Isabelle de Beauvau († 1475) | Isabelle de Beauvau († 1475) | Isabelle de Beauvau († 1475) | Isabelle de Beauvau († 1475) |                   |                   |  |  |                        |                        | Jean VIII († 1477)     | Jean VIII († 1477)     | Jean VIII († 1477)       | Jean VIII († 1477)       | Jean VIII († 1477)       | Jean VIII († 1477)       |                          |                          |                 |                 |                      |                      |                      |                      |                      |                      |  |  | Philippine de Gournay | Philippine de Gournay | Philippine de Gournay | Philippine de Gournay | Philippine de Gournay | Philippine de Gournay |                |                |                |                |                |                |                |                |  |  |  |  |  |  |  |  |  |  |  |  |  |  |  |  |  |  |  |  |  |  |
|  |  | Isabelle de Beauvau († 1475) | Isabelle de Beauvau († 1475) | Isabelle de Beauvau († 1475) | Isabelle de Beauvau († 1475) | Isabelle de Beauvau († 1475) | Isabelle de Beauvau († 1475) |                   |                   |  |  |                        |                        | Jean VIII († 1477)     | Jean VIII († 1477)     | Jean VIII († 1477)       | Jean VIII († 1477)       | Jean VIII († 1477)       | Jean VIII († 1477)       |                          |                          |                 |                 |                      |                      |                      |                      |                      |                      |  |  | Philippine de Gournay | Philippine de Gournay | Philippine de Gournay | Philippine de Gournay | Philippine de Gournay | Philippine de Gournay |                |                |                |                |                |                |                |                |  |  |  |  |  |  |  |  |  |  |  |  |  |  |  |  |  |  |  |  |  |  |
|  |  |                              |                              |                              |                              |                              |                              |                   |                   |  |  |                        |                        |                        |                        |                          |                          |                          |                          |                          |                          |                 |                 |                      |                      |                      |                      |                      |                      |  |  |                       |                       |                       |                       |                       |                       |                |                |                |                |                |                |                |                |  |  |  |  |  |  |  |  |  |  |  |  |  |  |  |  |  |  |  |  |  |  |
|  |  |                              |                              |                              |                              |                              |                              |                   |                   |  |  |                        |                        |                        |                        |                          |                          |                          |                          |                          |                          |                 |                 |                      |                      |                      |                      |                      |                      |  |  |                       |                       |                       |                       |                       |                       |                |                |                |                |                |                |                |                |  |  |  |  |  |  |  |  |  |  |  |  |  |  |  |  |  |  |  |  |  |  |
|  |  |                              |                              | François († 1495)            | François († 1495)            | François († 1495)            | François († 1495)            | François († 1495) | François († 1495) |  |  | Louis († 1520)         | Louis († 1520)         | Louis († 1520)         | Louis († 1520)         | Louis († 1520)           | Louis († 1520)           |                          |                          |                          |                          |                 |                 | Jacques Ier († 1524) | Jacques Ier († 1524) | Jacques Ier († 1524) | Jacques Ier († 1524) | Jacques Ier († 1524) | Jacques Ier († 1524) |  |  |                       |                       |                       |                       |                       |                       |                |                |                |                |                |                |                |                |  |  |  |  |  |  |  |  |  |  |  |  |  |  |  |  |  |  |  |  |  |  |
|  |  |                              |                              | François († 1495)            | François († 1495)            | François († 1495)            | François († 1495)            | François († 1495) | François († 1495) |  |  | Louis († 1520)         | Louis († 1520)         | Louis († 1520)         | Louis († 1520)         | Louis († 1520)           | Louis († 1520)           |                          |                          |                          |                          |                 |                 | Jacques Ier († 1524) | Jacques Ier († 1524) | Jacques Ier († 1524) | Jacques Ier († 1524) | Jacques Ier († 1524) | Jacques Ier († 1524) |  |  |                       |                       |                       |                       |                       |                       |                |                |                |                |                |                |                |                |  |  |  |  |  |  |  |  |  |  |  |  |  |  |  |  |  |  |  |  |  |  |
|  |  |                              |                              |                              |                              |                              |                              |                   |                   |  |  |                        |                        |                        |                        |                          |                          |                          |                          |                          |                          |                 |                 |                      |                      |                      |                      |                      |                      |  |  |                       |                       |                       |                       |                       |                       |                |                |                |                |                |                |                |                |  |  |  |  |  |  |  |  |  |  |  |  |  |  |  |  |  |  |  |  |  |  |
|  |  |                              |                              | Bourbon-Vendôme              | Bourbon-Vendôme              | Bourbon-Vendôme              | Bourbon-Vendôme              | Bourbon-Vendôme   | Bourbon-Vendôme   |  |  | Bourbon-Montpensier II | Bourbon-Montpensier II | Bourbon-Montpensier II | Bourbon-Montpensier II | Bourbon-Montpensier II   | Bourbon-Montpensier II   |                          |                          | Claude († 1595)          | Claude († 1595)          | Claude († 1595) | Claude († 1595) | Claude († 1595)      | Claude († 1595)      |                      |                      |                      |                      |  |  |                       |                       |                       |                       | André († 1577)        | André († 1577)        | André († 1577) | André († 1577) | André († 1577) | André († 1577) |                |                |                |                |  |  |  |  |  |  |  |  |  |  |  |  |  |  |  |  |  |  |  |  |  |  |
|  |  |                              |                              | Bourbon-Vendôme              | Bourbon-Vendôme              | Bourbon-Vendôme              | Bourbon-Vendôme              | Bourbon-Vendôme   | Bourbon-Vendôme   |  |  | Bourbon-Montpensier II | Bourbon-Montpensier II | Bourbon-Montpensier II | Bourbon-Montpensier II | Bourbon-Montpensier II   | Bourbon-Montpensier II   |                          |                          | Claude († 1595)          | Claude († 1595)          | Claude († 1595) | Claude († 1595) | Claude († 1595)      | Claude († 1595)      |                      |                      |                      |                      |  |  |                       |                       |                       |                       | André († 1577)        | André († 1577)        | André († 1577) | André († 1577) | André († 1577) | André († 1577) |                |                |                |                |  |  |  |  |  |  |  |  |  |  |  |  |  |  |  |  |  |  |  |  |  |  |
|  |  |                              |                              |                              |                              |                              |                              |                   |                   |  |  |                        |                        |                        |                        |                          |                          |                          |                          |                          |                          |                 |                 |                      |                      |                      |                      |                      |                      |  |  |                       |                       |                       |                       |                       |                       |                |                |                |                |                |                |                |                |  |  |  |  |  |  |  |  |  |  |  |  |  |  |  |  |  |  |  |  |  |  |
|  |  |                              |                              |                              |                              |                              |                              |                   |                   |  |  |                        |                        |                        |                        | Antoine († 1572)         | Antoine († 1572)         | Antoine († 1572)         | Antoine († 1572)         | Antoine († 1572)         | Antoine († 1572)         |                 |                 | Jacques II († 1632)  | Jacques II († 1632)  | Jacques II († 1632)  | Jacques II († 1632)  | Jacques II († 1632)  | Jacques II († 1632)  |  |  | Charles Ier († 1595)  | Charles Ier († 1595)  | Charles Ier († 1595)  | Charles Ier († 1595)  | Charles Ier († 1595)  | Charles Ier († 1595)  |                |                | Louis († 1598) | Louis († 1598) | Louis († 1598) | Louis († 1598) | Louis († 1598) | Louis († 1598) |  |  |  |  |  |  |  |  |  |  |  |  |  |  |  |  |  |  |  |  |  |  |
|  |  |                              |                              |                              |                              |                              |                              |                   |                   |  |  |                        |                        |                        |                        | Antoine († 1572)         | Antoine († 1572)         | Antoine († 1572)         | Antoine († 1572)         | Antoine († 1572)         | Antoine († 1572)         |                 |                 | Jacques II († 1632)  | Jacques II († 1632)  | Jacques II († 1632)  | Jacques II († 1632)  | Jacques II († 1632)  | Jacques II († 1632)  |  |  | Charles Ier († 1595)  | Charles Ier († 1595)  | Charles Ier († 1595)  | Charles Ier († 1595)  | Charles Ier († 1595)  | Charles Ier († 1595)  |                |                | Louis († 1598) | Louis († 1598) | Louis († 1598) | Louis († 1598) | Louis († 1598) | Louis († 1598) |  |  |  |  |  |  |  |  |  |  |  |  |  |  |  |  |  |  |  |  |  |  |
|  |  |                              |                              |                              |                              |                              |                              |                   |                   |  |  |                        |                        |                        |                        |                          |                          |                          |                          |                          |                          |                 |                 |                      |                      |                      |                      |                      |                      |  |  |                       |                       |                       |                       |                       |                       |                |                |                |                |                |                |                |                |  |  |  |  |  |  |  |  |  |  |  |  |  |  |  |  |  |  |  |  |  |  |
|  |  |                              |                              |                              |                              |                              |                              |                   |                   |  |  |                        |                        |                        |                        | François-Claude († 1658) | François-Claude († 1658) | François-Claude († 1658) | François-Claude († 1658) | François-Claude († 1658) | François-Claude († 1658) |                 |                 | François († 1651)    | François († 1651)    | François († 1651)    | François († 1651)    | François († 1651)    | François († 1651)    |  |  | Charles II († ???)    | Charles II († ???)    | Charles II († ???)    | Charles II († ???)    | Charles II († ???)    | Charles II († ???)    |                |                |                |                |                |                |                |                |  |  |  |  |  |  |  |  |  |  |  |  |  |  |  |  |  |  |  |  |  |  |